# Церковь Святого Саркиса (Тополевка)
Церковь Святого Саркиса (арм. Սուրբ Սարգիս եկեղեցի) — храм Армянской Апостольской церкви в низине села Тополевка, Белогорского района, Крым, слева от трассы Симферополь — Феодосия. Строительство храма датируют XIV—XV веком, что подтверждает существование в этот период многотысячной армянской общины Крыма.

## Упоминания о храме в исторических источниках
Доподлинный вид храма во времена, когда там проводились богослужения ни в одной из исторических упоминаний не указан. Так, в своих воспоминаниях, датированных 1841 годом, архиепископ Гавриил указывает, что в селе Толпу (Топлы, Топти) остались только 2 церкви, от одной из которых можно увидеть только части фундамента. Следовательно уже в середине XIX века церковь находилась в руинах.
Относительно даты начала упадка и причин разрушения храма наиболее вероятным следует считать переселение христианского населения Крыма в 1778 году в Приазовье. Брошенные хозяевами здания, как указано в труде Юлиана Андреевича Кулаковского «Прошлое Тавриды: Краткий исторический очерк» были разобраны местными землевладельцами на камни.
Потом было ещё несколько попыток исследования церкви уже в XX веке. В частности, встречаются воспоминания о топосъёмке 1954 года и схематические обмеры памятника архитекторами Александровой и Быковой 1958 года. Более детальные исследования в своё время проводились историком архитектуры Оганесом Халпахчяном, но результаты до сих пор полностью не опубликованы. Общие же представления об особенностях быта храмового двора и архитектуры армянских церквей учёный отразил в своей статье «Данные о неизвестном армянском монастыре в Кафе» на примере монастыря им. Ованеса.

## Особенности архитектуры памятники
Здание храма святого Сергия (Сурб Саргиса) — однонефная зальная церковь с полукруглой изнутри и снаружи алтарной частью (апсидой), что выступает за пределы базилики. Помещение имело купольное перекрытие с тремя подпружными арками разноудалённых друг от друга, которые поддерживали свод, имели стрельчатый контур и имели резные кронштейны. Стены церкви возведены из известняковых блоков и песчаника на известковом растворе. Углы церкви выложены из камней. Освещение попадало в базилику через 2 окна размещённых вдоль здания: большое прямоугольное окно в центре западной стены и вытянутое арочное окно в середине алтарной части. В храме насчитывается пять ниш, две из которых расположены в алтарной части (выми) и три — в зале.
Площадь здания составляет около 50 кв. м. Длина храма по внешнему контуру 1, 8 м без выступающей апсиды, и 14, 7 м — с алтарём. Ширина — 7 г. Высота стен, которые сохранились — 4,2 — 4,25 г. Размеры церкви с середины: длина — 12,05 м, ширина — 5,05 м, радиус алтаря — 1,8 м.
11 июля 1974 года решением № 261 исполнительного комитета Белогорского района Совета депутатов трудящихся Крымской области территорию храма взято под охрану.